# Mima
Mima (japanisch 美馬市, japanisch Mimashi) ist eine Stadt in der Präfektur Tokushima in Japan.

## Geschichte
Die Stadt Mima wurde am 1. März 2005 aus den ehemaligen Kleinstädten Mima (美馬町, -chō), Anabuki (穴吹町, -chō), Waki (脇町, -chō) und dem Dorf Koyadaira (木屋平村, -mura) gegründet.

## Verkehr
- Zug:
  - JR Tokushima-Linie
- Straße:
  - Tokushima-Autobahn
  - Nationalstraße 192, 193, 377, 438, 439, 492

## Söhne und Töchter der Stadt
- Okamoto Kansuke (1839–1904), Erforscher des Nordens von Japan

## Weblinks

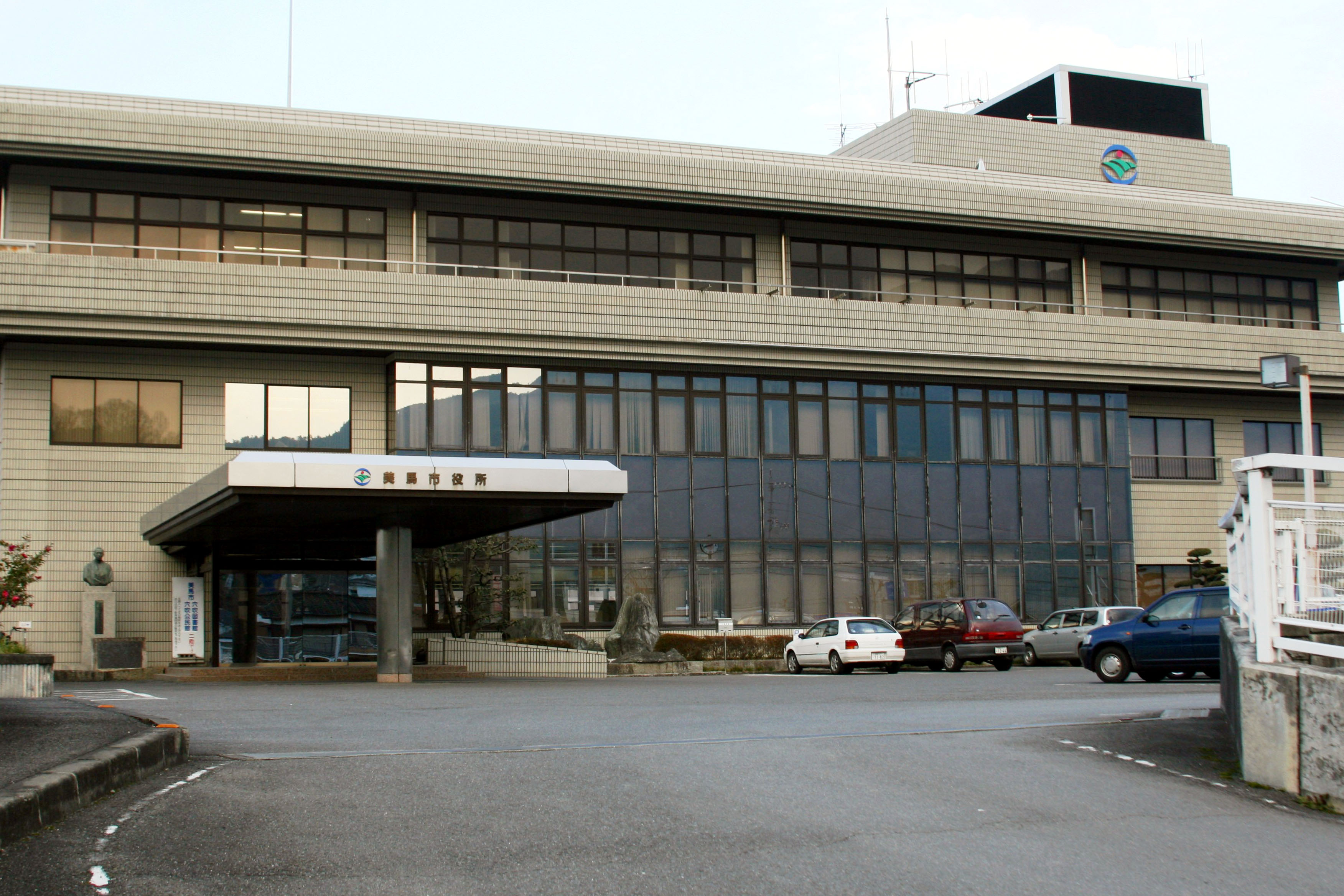
Rathaus von Mima

## Angrenzende Städte und Gemeinden
- Awa
- Yoshinogawa
- Miyoshi
- Takamatsu
- Sanuki (Kagawa)